# يوسف خميس (لاعب كرة قدم مواليد 1961)
يوسف راشد خميس  مواليد 1381 هـ - 1961، لاعب وسط سابق في نادي النصر والمنتخب السعودي. يكنى بابي سعد وهو من مواليد الرياض، له شقيق اسمه سلطان خميس سبق له اللعب لنادي الشباب.
عمل يوسف خميس بالإضافة لكونه لاعباً سابقاً، في مجال التدريب والتحليل الفني عبر القنوات الفضائية. يملك سجلاً حافلاً من الإنجازات والبطولات كلاعب ومدرب ويعد من أبرز النجوم في تاريخ كرة القدم السعودية.

## سيرته الكروية
بدأ يوسف خميس مع نادي النصر في عام 1397 هـ، حيث أعجب في إمكانياته المدرب اليوغسلافي بروشتش والذي قام باشراكه وهو في سن 17 عاماً، أمام نادي الرياض في ثاني جولات الدوري السعودي في موسم 97 هـ.
وبالرغم من صغر سنة ووفرة النجوم في نادي النصر، إلا أن يوسف خميس استطاع أن يفرض نفسه ضمن التشكيلة الاساسية، حيث تميز بصناعة اللعب بشكل متقن، كما تميز بشخصيته القيادية حيث تسلم شارة القيادة بعد سنوات قليلة وتحديداً في عام 1400 بعدما اصيب النجم الكبير توفيق المقرن.
يملك نجم الكرة السعودية يوسف خميس تاريخا رياضيا ناصعا ابان مسيرته المظفرة مع الأصفر البراق والأخضر الكبير، ويتفق معظم الرياضيين ان يوسف خميس واحد من أفضل من أنجبتهم الملاعب المحلية فموهبته الكروية كانت لا تضاهى فهو صانع ألعاب بارع وهداف مميز وقائد محنك.
ونظرا لتميزه في الاداء فقد أشاد به كل من شاهده أو أشرف على تدريبه لينال عدة ألقاب أبرزها (شبح الملز) الذي أطلقه المعلق الراحل أكرم صالح الذي كان من أشد المعجبين بالنجم يوسف.
وأبو سعد قال عنه مدرب منتخبنا مانيللي انه اللاعب الذي لا يمكن الاستغناء عنه وقال عنه ماجد عبد الله ان يوسف يعرف تحركاتي داخل منطقة الجزاء أكثر مني وهذا يعود لقدرته على صناعة كرة الهدف.

## اعتزاله
بعد مشوار حافل بالبطولات مع النادي والمنتخب قرر صاحب القدم اليسرى (الساحرة) اعتزال اللعب عام 1410هـ وسط استغراب وذهول من محبي الكرة السعودية لكونه في عمر صغير وقادر على العطاء لسنوات أخرى.
ولكن يوسف خميس برر هذه الخطوة لكثرة الاصابات التي حالت بينه وبين معشوقته كرة القدم، وأقام النادي له حفل اعتزال أمام نجوم الأندية بتاريخ 24/6/ 1413هـ.

## يوسف خميس المدرب
وكما كان يوسف خميس ناجحاً حينما داعبت قدماه الكرة، فإنه واصل النجاح مدرباً, وافتتح مسيرته التدريبية ببطولة دوري المملكة الممتاز لدرجة الناشئين عام 1411هـ مع نادي النصر.
بعد ذلك انتقل لنادي الشباب وقاد الفريق لتحقيق لقب كأس الخليج للأندية عام 1414هـ ثم عاد للعمل بنادي النصر عام 1415هـ بعد الاستغناء عن خدمات المدرب البرازيلي بركبيو وقاد النصر للحصول على كأس خادم الحرمين الشريفين بعد هزيمته لنادي الهلال 3/1.
وكررة العودة للنصر وأشرف عليه عام 1416ه بعد الاستغناء عن المدرب الفرنسي فرنانديز وقاد النصر لبلوغ المربع الذهبي والوصول للمباراة النهائية على كأس ولي العهد والتي كسبها الشباب 3/صفر.
وبدا يوسف خميس وكأنه قد حمل معه إلى استديوهات التحليل عصا "المايسترو"، وهو اللقب الذي عرف به أيضاً حينما كان أحد أبرز نجوم خط الوسط في الملاعب السعودية؛ إذ سرعان ما اختطف النجومية فيها، حتى عدَّ واحداً من أفضل المحللين للدوري السعودي، بل أفضلهم على الإطلاق. حيث عمل حالياً في القناة الرياضية السعودية.

## إسهاماته مع النصر
- الفوز ببطولة الدوري السعودي ثلاث مرات أعوام 1980 و1981 و1989.
- الفوز ببطولة كأس الملك ثلاث مرات اعوام 1981 و1986 و1987.

## إسهاماته مع المنتخب
- الفوز بكأس آسيا 1984م.

## التدريب
النصر
الدوري السعودي / ١٩٩٥
درب ناي العربي السعودي موسم 1999-2000